# Stanisław mazowiecki
Stanisław mazowiecki (ur. 17 maja 1500, zm. 8 sierpnia 1524) – książę mazowiecki, razem z bratem panujący w Czersku, Warszawie, Liwie, Zakroczymiu i Nurze w latach 1503–1524 (do 1518 r. regencja).

## Życiorys

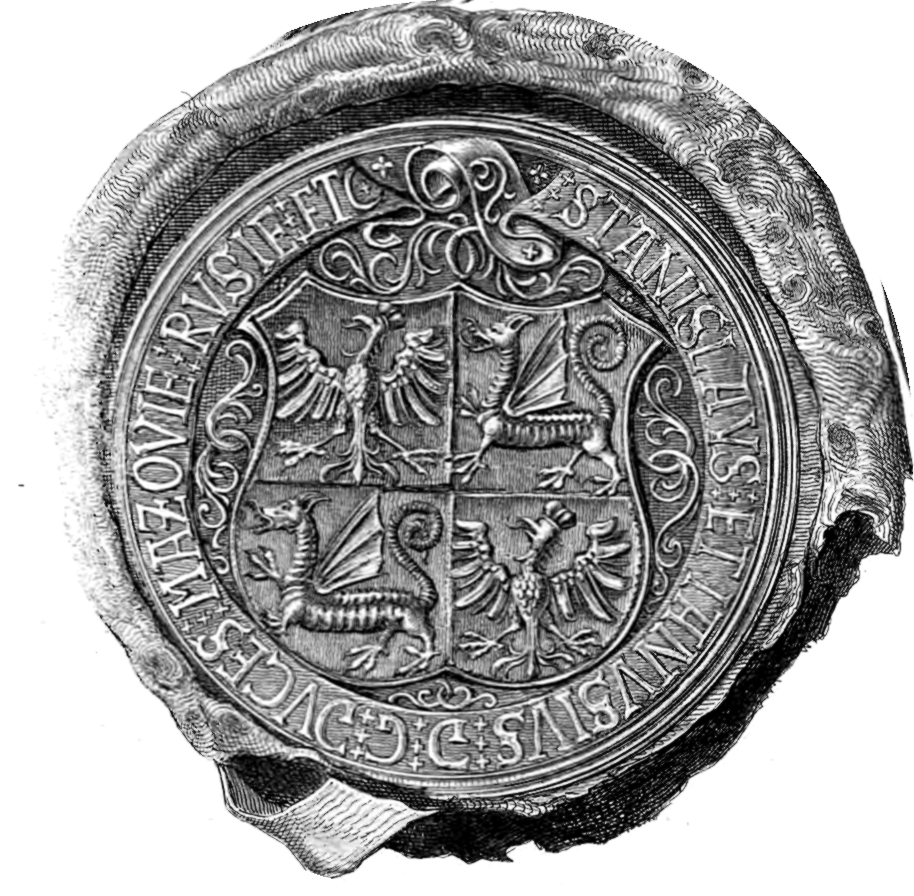
Pieczęć Janusza III i Stanisława mazowieckich

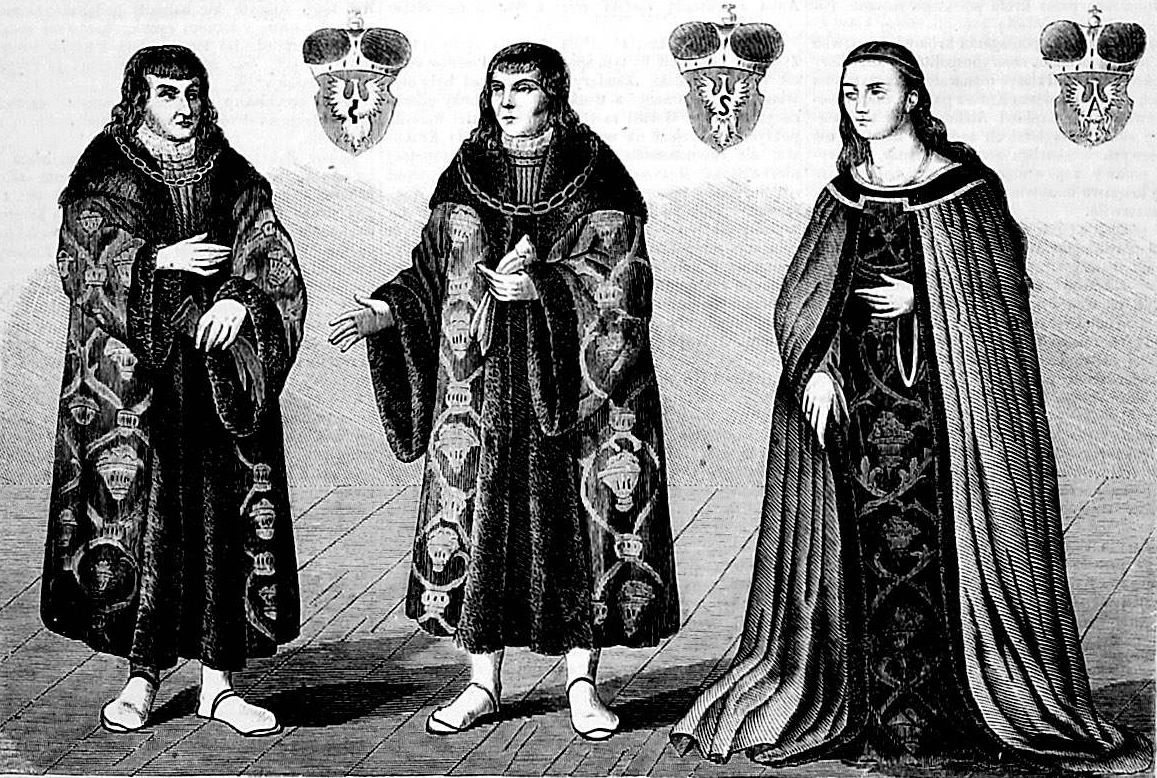
Ostatni książęta mazowieccy – Janusz, Stanisław i Anna

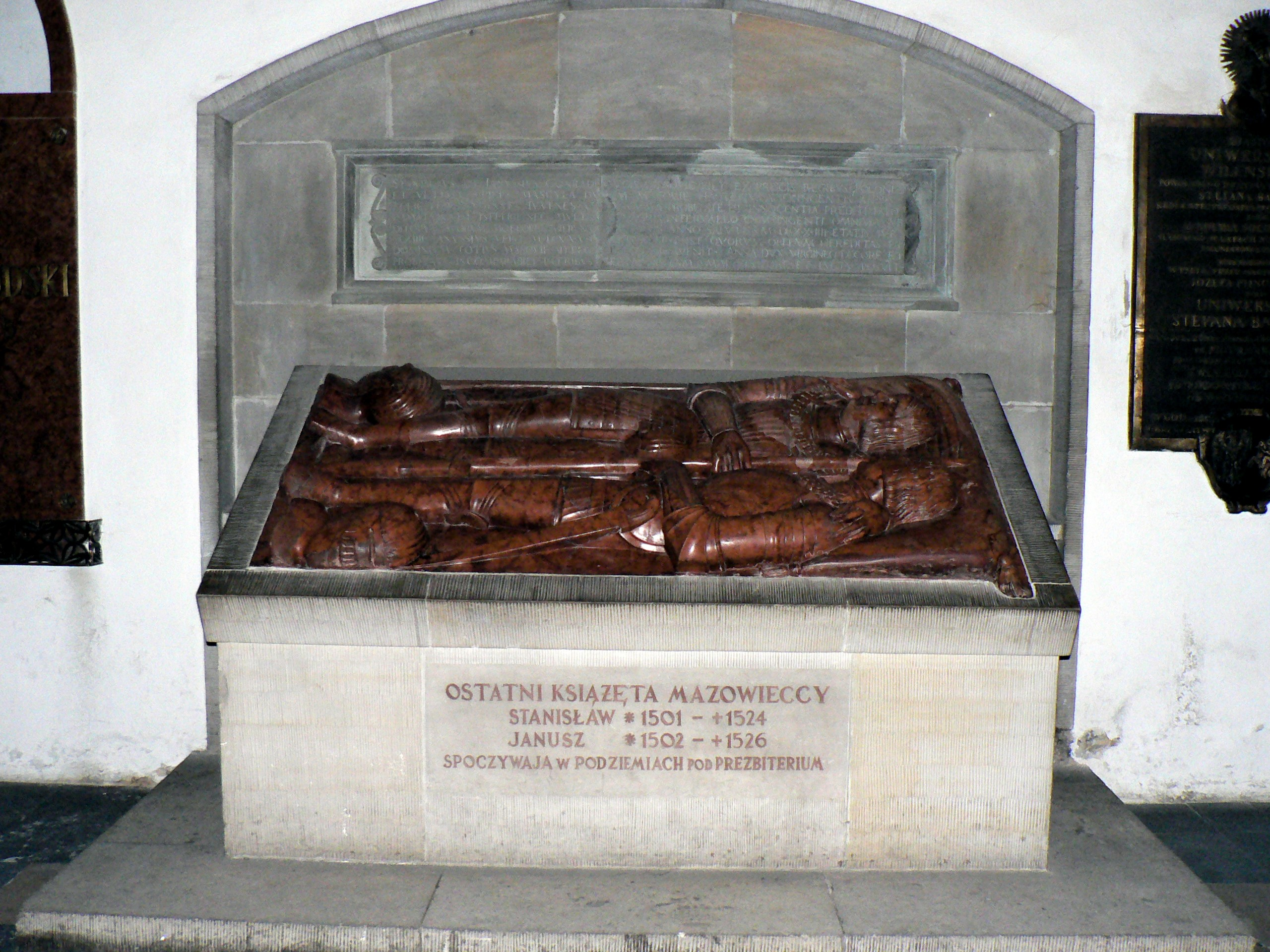
Miejsce pochówku Janusza i Stanisława mazowieckich w bazylice archikatedralnej św. Jana w Warszawie

Stanisław był starszym synem księcia mazowieckiego (warszawskiego) Konrada III i Anny Radziwiłłówny, córki wojewody wileńskiego Mikołaja. W momencie śmierci ojca w 1503 r., małoletni Stanisław wraz z młodszym bratem Januszem III znalazł się pod opieką regencji kierowanej przez matkę.
Większość dziedzictwa mazowieckiego (z wyjątkiem Czerska, w którym książęta na mocy układu z 1495 r. panowali dziedzicznie) początkowo była silnie zagrożona inkorporacją przez Polskę i dopiero 14 marca 1504 na mocy decyzji króla Aleksandra młodzi książęta otrzymali całość ojcowizny w lenno.
Samodzielne rządy Stanisław razem z bratem Januszem objął dopiero w 1518 r. (w wieku osiemnastu lat, za sprawą rozruchów szlachty). Pomimo tego Anna Radziwiłł aż do swojej śmierci w marcu 1522 r. zachowała realną władzę na Mazowszu.
W 1518 książęcy bracia uczestniczyli uroczystościach zaślubin Zygmunta Starego z Boną Sforza w Krakowie.
W 1519 spełniając swój obowiązek lenny, Stanisław i Janusz III włączyli się do wojny polsko-krzyżackiej, wysyłając oddziały posiłkowe królowi polskiemu, a zimą z 1519 na 1520 r. już na własną rękę zdobywając kilka miejscowości na Mazurach. Jednocześnie Stanisław prowadził po kryjomu rozmowy z Krzyżakami w sprawie zawieszenia broni zawartego ostatecznie w grudniu 1520, na parę miesięcy przed układem polsko-krzyżackim kończącym ostatnią w historii wojnę tych państw.
W życiu prywatnym Stanisław, podobnie jak Janusz III, nie stronił od mocnych trunków i kobiet, co najprawdopodobniej przyczyniło się do jego przedwczesnego zgonu 8 sierpnia 1524. Książę zmarł w Mansjonarii – kamienicy na rogu placu Zamkowego i ul. Świętojańskiej.
Został pochowany w kolegiacie św. Jana w Warszawie. Nie zdążył się ożenić i nie pozostawił potomstwa.
Nagłe zgony Stanisława i dwa lata później Janusza III, młodych dwudziestoparoletnich książąt, wywołały u współczesnych wrażenie ich nienaturalności. Główną podejrzaną była wojewodzianka płocka Katarzyna Radziejowska, która z zazdrości z powodu nieodwzajemnionej miłości miała zlecić otrucie najpierw matki książąt Anny Radziwiłł, następnie Stanisława, wreszcie Janusza. Dokonać tego miała za pośrednictwem szlachcianki Kliczewskiej. Tę ostatnią wraz z jej pomocnicą żywcem spalono. Obie nago przywiązano na łańcuchach do słupa, który obłożono dookoła drewnem, a następnie podpalono. Kobiety piekły się cztery godziny niźli pomarły. Wojewodzianki nie odważono się sądzić. Zaczęto jednak szeptać, iż Katarzyna Radziejowska miała potężnych zauszników i że do zbrodni nakłaniać ją miała królowa Bona. Podejrzenia były na tyle poważne, że Zygmunt I Stary, chcąc raz na zawsze sprawę wyjaśnić, polecił przeprowadzić śledztwo, w wyniku którego ogłoszono specjalnym edyktem z 9 lutego 1528, że książęta nie sztuką ani sprawą ludzką, lecz z woli Pana Wszechmogącego z tego świata zeszli.